# Dominique Lacombe
Dominique Lacombe, né le 25 juillet 1749 à Montréjeau (Haute-Garonne) et mort le 5 avril 1823 à Angoulême, était un évêque constitutionnel puis concordataire.

## Biographie
Né à Montréjeau le 25 juillet 1749, il fit ses études chez les Doctrinaires de Tarbes et entra dans cette congrégation. 
Principal du collège de Guyenne à Bordeaux en 1788, il se montra partisan enthousiaste de la Révolution, fut élu curé constitutionnel de Saint-Paul à Bordeaux. 
Le 2 septembre 1791, il fut élu député de la Gironde à l'Assemblée législative. Il donna sa démission de député le 7 avril 1792, au lendemain du décret qui interdisait le costume ecclésiastique. De retour à Bordeaux, il prononça dans son église un discours contre le divorce (1793) et sauva la vie à plusieurs proscrits fédéralistes, parmi lesquels Isaac Tarteyron de Ganges, chef du parti protestant.
Du 24 décembre 1797 à 1801, il fut élu évêque métropolitain de la Gironde.
Il tint à Bordeaux en 1801 un concile provincial, et assista, la même année, au concile constitutionnel de Paris. 
Il accepta le concordat de 1801, fut nommé en 1802 évêque d'Angoulême, et, bien qu'il eût refusé de rétracter le serment qu'il avait prêté à la constitution civile du clergé, reçut de Rome ses bulles, sur l'insistance particulière du gouvernement français. 
L'évêque d'Angoulême soutint l'empereur contre le pape en toute circonstance, et ne laissa échapper aucune occasion de le célébrer.
À la seconde Restauration, de nombreuses plaintes s'élevèrent contre lui ; il refusa obstinément de donner sa démission. 
Dominique Lacombe mourut subitement, le 5 avril 1823, à l’âge de 74 ans ; les libéraux disputèrent son cercueil aux élèves du séminaire, et il fallut d'assez longues négociations pour pouvoir l'enterrer dans le caveau des évêques à la cathédrale.

## Distinction
- Chevalier de la Légion d'honneur (15 aout 1811)[1]